# Xã Amwell, Quận Washington, Pennsylvania
Xã Amwell (tiếng Anh: Amwell Township) là một xã thuộc quận Washington, tiểu bang Pennsylvania, Hoa Kỳ. Năm 2010, dân số của xã này là 3.751 người.